# Eberswalder Straße (stacja metra)
Eberswalder Straße – stacja metra w Berlinie w dzielnicy Prenzlauer Berg, w okręgu administracyjnym Pankow na linii U2. Stacja została otwarta w 1913.